# ولکات (کلرادو)
ولکات (به انگلیسی: Wolcott) یک منطقهٔ مسکونی در ایالات متحده آمریکا است که در شهرستان ایگل، کلرادو واقع شده‌است. ولکات ۱٫۰۰ کیلومتر مربع مساحت و ۱۵ نفر جمعیت دارد و ۲٬۱۳۰ متر بالاتر از سطح دریا واقع شده‌است.